# Wymok
Wymok (inaczej: zagłębienie bezodpływowe) - mikroforma rzeźby obszarów lessowych. Są one charakterystyczne dla wierzchowin lessowych. Zagłębienia te pełnią wyjątkową funkcję na obszarach rolniczych ze względu na okresowe gromadzenie się w nich wody podczas długotrwałych opadów lub roztopów. Skutkuje to wymakaniem upraw. Długość okresu retencji jest zróżnicowana, zależy ona od warunków pogodowych panujących w danym sezonie.